# Giustizia e Libertà

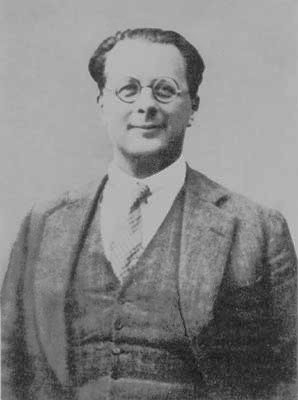
Carlo Rosselli, un des fondateurs du mouvement Giustizia e Libertà

Giustizia e Libertà (prononcé : [dʒuˈstittsja e liberˈta] en français Justice et Liberté) est un mouvement politique italien, créé à Paris en 1929 par un groupe d'exilés antifascistes. Carlo Rosselli s'impose comme le principal dirigeant du mouvement. Après la Seconde Guerre mondiale, différents partis italiens revendiquent l'héritage de Giustizia e Libertà.
Le mouvement est organisé par des tendances politiques qui ont la volonté commune de s'opposer activement et efficacement au fascisme alors que l'attitude des vieux partis antifascistes est jugée trop faible et renonciatrice.
Le premier numéro du périodique du groupe débute ainsi : « Provenant de courants politiques divers, nous archivons pendant des heures les cartes (de membre) des partis et nous créons une unité d'action. Mouvement révolutionnaire et pas un parti, “Giustizia e libertà” est le nom et le symbole. Républicains, socialistes et démocrates, nous nous battons pour la liberté, pour la république, pour la justice sociale. Nous ne sommes plus trois expressions différentes mais un trinôme inséparable ».
L'objectif de Giustizia e Libertà (GL) est de préparer les conditions d'une révolution antifasciste en Italie qui ne se limite pas à restaurer le vieil ordre libéral mais créer un modèle de démocratie avancé, ouvert aux idéaux de justice sociale et qui saurait recueillir l'héritage du Risorgimento. En reprenant les idées de Piero Gobetti, Carlo Rosselli considère le fascisme comme l'expression des  maux de la société italienne et il se propose non seulement d'éradiquer le régime mussolinien, mais aussi d'annihiler les conditions politiques, sociales, économiques et culturelles qui l'ont rendu possible.
Le mouvement Giustizia e Libertà réalise une très importante fonction d'information et de sensibilisation des opinions publiques internationales, révélant la réalité de l'Italie fasciste qui se cache derrière la propagande du régime, en particulier grâce à l'action de Gaetano Salvemini, qui est l'inspirateur du groupe et le maître de Rosselli.

## La création deGiustizia e Libertà
Les opposants au régime fasciste sont systématiquement arrêtés, il en est ainsi pour Carlo Rosselli, Francesco Nitti et Emilio Lussu (avocat et chef du Parti Sarde d'Action) qui réussissent à s'échapper de Lipari où ils ont été placés à l'isolement. Ils rejoignent Paris, via Marseille en août 1929. Rosselli et Lussu s'établissent à l'Hộtel du Nord de Champagne, à Montmartre, lieu où le mouvement Giustizia e Libertà nait grâce aussi à d'autres exilés parmi lesquels Salvemini, résidant à Saint-Germain-en-Laye, à proximité du domicile du libéral Alberto Tarchiani.
Giustizia e Libertà ne reçoit pas le statut de parti mais celui d'un mouvement révolutionnaire insurrectionnel en mesure de réunir toutes les formations non communistes qui ont l'intention de combattre et de mettre fin au régime fasciste. Comme le rappelle Giuseppe Fiori dans la biographie dédiée à Ernesto Rossi, le mot d'ordre du mouvement créé par Lussu est « S'insurger !  Ressusciter ! » et le triumvirat chargé de guider le mouvement est le socialiste Rosselli, le républicain Lussu et le libéral Tarchiani. Les principaux noyaux de combattants affiliés à Giustizia e Libertà sont situés surtout dans le nord de l'Italie, à Milan on trouve Ferruccio Parri, Bruno Bauer et Del Re, à Bergame Ernesto Rossi, à Florence Tarquandi, à Rome Fancello et Torraca. En 1930 Carlo Rosselli publie à Paris, auprès de la Librairie Valois, le texte théorique du mouvement, Socialisme libéral, écrit l'année précédente à Lipari. Le texte est réimprimé en Italie pour la première fois en 1945 par Garosci. Dans une lettre à celui-ci, Gaetano Salvemini critique sans réserve le socialisme libéral qu'il définit comme « l'éruption volcanique d'un jeune enthousiaste et non une œuvre critique, équilibrée et substantielle où est encapsulée une idée fondamentale : la recherche d'un socialisme qui fait sienne la doctrine libérale et ne la répudie pas ou qui assume face à elle une position indifférente ou équivoque ». Selon Norberto Bobbio, au contraire, les intentions et les conclusions auxquelles Carlo Rosselli veut arriver sont bien autres : avant tout il s'impose la nécessité d'une « rupture entre marxisme et socialisme » et donc il se donne la possibilité d'être socialiste sans être marxiste. Si le socialisme est considéré comme indissociable du système marxiste, le temps est venu de reconsidérer son rôle à la lumière d'une compatibilité possible avec le libéralisme : « Le socialisme entendu comme idéal de liberté, non seulement n'est pas incompatible avec le libéralisme mais il est théoriquement la conclusion logique. Le marxisme, et encore une fois, il faut entendre par marxisme une vision rigoureusement déterministe de l'histoire, a conduit le mouvement ouvrier à subir l'initiative de l'adversaire, et une défaite sans précédent ».

## Le rôle deGiustizia e Libertàdans laguerre civile espagnole
En Espagne, en février 1936, après une période de grandes difficultés politiques et économiques (mouvements révolutionnaires durement réprimés, suspension des libertés civiques, dramatiques conditions sociales de la population en raison d'un système économique encore semi-féodal) le front populaire gagne les élections. Les forces réactionnaires passent rapidement à la contre-attaque, en juillet les militaires stationnés au Maroc, emmenés par le général Francisco Franco réalisent un pronunciamiento (coup d'État militaire) contre le gouvernement républicain. Les militaires qui espèrent une victoire facile et rapide, se trouvent face à une importante résistance populaire qui réussit en peu de temps à arrêter l'avance des troupes rebelles et à rééquilibrer la situation. Une partie de l'armée, marine et aviation, se déclare en faveur de la République.
Alors que les gouvernements restent indifférents, ce sont les intellectuels et les militants antifascistes de toute l'Europe qui sentent le devoir d'apporter leur contribution au combat des républicains espagnols. Parmi ceux-ci, il y a Giustizia e Libertà qui se place immédiatement en première ligne. Rosselli convoque une réunion des groupes antifascistes pour organiser une action commune. Dans un premier temps, le parti communiste et le parti socialiste décident de ne pas intervenir en Espagne pour ne pas créer des problèmes politiques au gouvernement républicain. Ainsi Giustizia e Libertà décide d'agir de manière autonome avec d'autres groupes antifascistes de moindre importance (socialistes maximalistes, anarchistes) et grâce à la disponibilité de la CNT-FAI, le syndicat anarchiste qui organise la résistance en Catalogne, une brigade italienne est créée et placée sous le commandement des anarchistes mais ouvert à toutes les tendances politiques. Carlo Rosselli en assume la direction.
C'est seulement, par la suite, avec l'appui de l'URSS aux républicains espagnols et à la création des brigades internationales, que les partis communistes, socialistes et républicains se mettent d'accord pour créer une légion unitaire, la Brigade Garibaldi qui opère en Catalogne. Rosselli refuse de coopérer avec la Brigade Garibaldi, la formation se retrouve alors isolée et avec la militarisation de la résistance populaire, des désaccords s'installent entre les anarchistes intransigeants à toute discipline et Rosselli. Ce dernier qui est malade quitte l'Espagne temporairement pour se soigner mais peu de temps après son retour en France, il est assassiné ainsi que son frère Nello par des hommes de mains fascistes.

## La Résistance en Italie et le Parti d'Action
Giustizia e Libertà est très active pour l'organisation de groupes de résistants parmi lesquels se trouve l'homonyme brigade Giustizia e Libertà dirigée par Antonio Giuriolo après le 8 septembre 1943. Giustizia e Libertà dont les membres sont appelés les gielline ou les gielliste, est la deuxième organisation en termes d'effectif précédée par les brigades garibaldiennes d'obédience communiste.  Les résistants giellini se reconnaissent à leur foulard vert. Parmi les personnages les plus importants, on trouve Ferruccio Parri, nommé au Comité de libération nationale (Comitato di Liberazione Nazionale - CLN) unique commandant militaire de la Résistance, Ugo La Malfa, Emilio Lussu, Riccardo Lombardi, nommé en 1945 préfet de Milan par le CLN de l'Italie du Nord (CLNAI).
En janvier 1943, le Parti d'action est créé, composé d'éléments de Giustizia e Libertà et d'autres personnalités de tendance libérale-socialiste, républicaine, socialiste et démocrate. Pendant la période de la résistance, les combattants de Giustizia e Libertà se réfèrent en termes d'organisation politique au Parti d'action.
Celui-ci se présente comme un parti qui lutte pour un changement radical de la société italienne :
- en rompant avec intransigeance avec le fascisme mais aussi avec l'Italie pré-fasciste, sur ce point en opposition avec les libéraux,
- pour une société laïque et séculaire, sur ce point en opposition avec les démocrates-chrétiens ,
- pour une société démocratique progressiste mais pluraliste et avec un système politique libéral, en ce point en opposition avec les communistes très liés à l'Union soviétique.

Pour ces motifs, il crée un vaste consensus parmi les personnes désireuses de combattre le nazi-fascisme.
Giustizia e Libertà se divise en deux courants majeurs, un de gauche avec des idées très proches du parti socialiste, surtout en économie, dans lequel on peut inclure Emilio Lussu, Riccardo Lombardi, Carlo Levi et les ex-communistes comme Leo Valiani et Manlio Rossi Doria sortis du Parti communiste italien en 1939 à la suite du pacte germano-soviétique) et une de droite (en toute relativité) avec une orientation plus modérée particulièrement en économie avec Ugo La Malfa comme personnage le plus représentatif et Mario Paggi, Alessandro Galante Garrone, Carlo Sforza. Cette division interne se manifeste dès la guerre terminée.

## Les idéologues ou fondateurs du mouvement
- Carlo Rosselli
- Nello Rosselli
- Gaetano Salvemini
- Ernesto Rossi
- Piero Gobetti
- Emilio Lussu
- Ugo La Malfa
- Alberto Tarchiani
- Alberto Cianca